# 福部真子
福部 真子（ふくべ まこ、1995年10月28日 - ）は、日本の陸上競技選手。専門は短距離走（ハードル）。100mハードル日本記録保持者（12秒69）。

## 経歴
広島県安芸郡府中町出身。府中町立府中小学校⇒府中町立府中中学校⇒広島県立広島皆実高等学校⇒日本体育大学体育学部卒業。
小学校時代に地元のジュニアクラブチームに入って陸上競技を始める。
2010年、中学校3年次の第37回全日本中学校陸上競技選手権大会（鳥取県立布勢総合運動公園陸上競技場）女子四種競技にて優勝。
広島県立広島皆実高等学校時代には全国高等学校総合体育大会女子100mハードルにて1年から3年まで全ての大会を制覇する壮挙を演じた。
日本体育大学進学後は成績が伸びず、中村有希らに後塵を拝するレースがあるなど苦労しながら競技を続け、2018年に日本建設工業に入社。
2022年に入り、織田幹雄記念国際陸上競技大会やセイコーゴールデングランプリなどで上位に入り、第106回日本陸上競技選手権大会女子100mハードルで初優勝を果たす。この好調ぶりが認められて2022年世界陸上競技選手権大会日本代表選手に選出される。
2022年7月24日、世界陸上競技選手権大会女子100mハードル準決勝では同走のトビ・アムサン（ナイジェリア）が12秒12の世界新記録を樹立するハイレベルのレースの中、8着入線ながら12秒82の日本新記録を樹立した。なお、組では8着であったものの、準決勝全体では16位と、オリンピック・世界陸上合わせて日本人女子短距離勢では歴代最高ランクを記録している。
同年9月25日には全日本実業団対抗選手権決勝で12秒73をマークし、自身の持つ日本記録を更新した。
2023年の日本選手権女子100メートル障害決勝で上位4人が横一線でゴールする大混戦となり、速報を示す電光掲示板に一度は1位と表示されたが、その後に訂正されて4位となったため、世界選手権への切符を逃した。
2024年6月30日、日本選手権女子100メートル障害決勝にて12秒86（向かい風0.2ｍ）で2年ぶり2度目の優勝を飾り、前日29日の準決勝でパリ五輪の参加標準記録（12秒77）をクリアする12秒75（追い風0.8ｍ）をマークしており、パリ五輪の代表に決まった。7月20日平塚競技場で行われたオールスターナイト陸上で自身の記録を更新する12秒69（追い風1.2m）の日本新記録を更新。
2024年パリオリンピックの陸上競技女子100メートルハードルでオリンピックに初出場し、予選を通過し、準決勝3組で12秒89のタイムで5着となり決勝には進めなかった。
2024年12月3日にインスタグラムを更新し、11月19日に「菊池病」を発症し治療中であることを明らかにした。

## 人物
- 趣味：ゲーム・UFOキャッチャー
- 座右の銘は「顔が晴れるように顔（がん）晴（ば）る」
- 好きな食べ物：お好み焼き・お寿司・エイヒレ・ティラミス[18]